# Michael Kulenkamp
Michael Kulenkamp (* 12. April 1678 in Bremen; † 2. März 1743 in Kassel) war ein deutscher Jurist.

## Leben

### Familie
Michael Kulenkamp war der Sohn des Bremer Kaufmanns Henrich Kulenkamp und dessen Ehefrau Anna, Tochter des Magisters Johann Knoop, und der Elisabeth (geb. Hildebrandt).
Er war seit 1702 in Halberstadt in erster Ehe mit Katharina Elisabeth († 10. Oktober 1724), Tochter des Landrats Henning Dieterich und Witwe des Magisters Lonicer in Halberstadt, verheiratet; gemeinsam hatten sie vier Kinder:
- Anna Eleonore Kulenkamp (* 1703), verheiratet Emanuel Lebrecht Walsdorf, Superintendent in Bernburg;
- Aemilius Michael Kulenkamp (* 1704);
- Philipp August Kulenkamp (* 1710 in Halberstadt; † 21. Oktober 1797 in Rinteln), Jurist, Hessen-Kasselischer Kriegs- und Domänenrat;
- Friedrich Wilhelm Kulenkamp (* 20. März 1714 in Halberstadt; † 7. Juni 1799 in Witzenhausen), Kammerrat; sein Sohn war der spätere Oberappellationsrat Elard Johannes Kulenkamp.

1725 heiratete er in zweiter Ehe die Witwe des Advokaten Wiedela; diese Ehe blieb kinderlos. Seine zweite Ehefrau brachte jedoch zwei Kinder in die Ehe mit ein:
- Gerhard Jakob Wiedela, seit 1748 Kammerrat in Kassel;
- der zweite Sohn wurde später Oberbürgermeister in Halberstadt.

### Werdegang
Michael Kulenkamp immatrikulierte sich 1701 zu einem Studium der Rechtswissenschaften anfangs an der Universität Tübingen und setzte das Studium 1702 an der Universität Altdorf fort; 1701 und im Februar 1702 promovierte er mit seinen Dissertationen Dissertatio Juridica De Contumacia und Dissertatio juridica inauguralis de resignatione locationis et conductionis tempore nondum elapso zum Lizenziaten beider Rechte.
Im März 1702 erfolgte seine Anstellung als Advokat bei der Regierung in Halberstadt, worauf er im September 1702 Königlicher Fiskal wurde.
Am 12. Dezember 1709 erfolgte seine Ernennung zum Advocatus fisci (Anwalt des Staates in Angelegenheiten der Finanzverwaltung im Einzelfall).
Er wurde am 9. November 1716 Königlich-Preußischer Hof- und Regierungsrat in Halberstadt und in den Grafschaften Hohenstein und Rheinstein bevor er 1726 Direktor der Kriegs- und Domänenkammer und Geheimer Kammerrat in Minden und in den Grafschaften Ravensberg, Tecklenburg und Lingen wurde.
1726 vertrat er Christian Julius Wackerhagen in dem Prozess der vier Oberfaktoren gegen Herzog Ludwig Rudolph vor dem Reichskammergericht und dem Reichshofrat, der „die unziemlich hitzige und respektsvergessene Schreibart des Advokaten mit nachdrücklichem Ernst (...) scharff verwies“.
Aufgrund einer Denunziation wurde gegen ihn ermittelt. Nach Beendigung der Untersuchung durch eine Kommission, die seine Unschuld feststellte, wurden die Untersuchungsunterlagen persönlich durch König Friedrich Wilhelm I. verbrannt. Nachdem allerdings der Minister Friedrich Wilhelm von Borcke, dessen Vertrauter Michael Kulenkamp war, beim König in Ungnade gefallen war, wurden beide durch den König entlassen; anschließend privatisierte Michael Kulenkamp in Minden.
Am 25. August 1740 erfolgte seine Ernennung zum Oberappellationsgerichtsrat in Kassel.

## Schriften (Auswahl)
- Ernst Theophil Maier; Michael Kulenkamp: Dissertatio Juridica De Contumacia. Tubingae: Reis, 1701.
- Dissertatio juridica inauguralis de resignatione locationis et conductionis tempore nondum elapso. Altdorfium: 1702.